# Banque nationale de Slovaquie
La Banque nationale de Slovaquie (en slovaque : Národná banka Slovenska, NBS) est la banque centrale de la République slovaque.
De 1993 à 2009, elle gérait et émettait la couronne slovaque, elle émet l'euro depuis 2009 et est donc membre du Système européen de banques centrales.